# Ablabesmyia mallochi
Ablabesmyia mallochi är en tvåvingeart som först beskrevs av Walley 1925.  Ablabesmyia mallochi ingår i släktet Ablabesmyia och familjen fjädermyggor. Inga underarter finns listade i Catalogue of Life.